# Imene Atif
Imene Atif est une karatéka algérienne, née le 20 août 1995.

## Palmarès
| Année | Compétition                                                             | Lieu        | Résultat | Catégorie         |
| ----- | ----------------------------------------------------------------------- | ----------- | -------- | ----------------- |
| 2015  | Championnats du monde de karaté juniors, cadets et moins de 21 ans 2015 | Jakarta     | 3e       | Kumite +68 kg     |
| 2015  | Jeux africains de 2015                                                  | Brazzaville | 2e       | Kumite +68 kg     |
| 2017  | Jeux de la solidarité islamique 2017                                    | Bakou       | 3e       | Kumite +68 kg     |
| 2017  | Championnats d'Afrique de karaté 2017                                   | Yaoundé     | 3e       | Kumite par équipe |
| 2018  | Championnats d'Afrique de karaté 2018                                   | Kigali      | 3e       | Kumite +68 kg     |
| 2018  | Championnats d'Afrique de karaté 2018                                   | Kigali      | 1re      | Kumite par équipe |